# 賽伯茨巴赫河
49°57′27″N 12°16′07″E / 49.95742562729502°N 12.268702983856201°E
賽伯茨巴赫河是德國的河流，位於該國東南部，由巴伐利亞負責管轄，屬於翁德雷布河的支流，河道全長14.5公里，發源自佩希布倫西南面。